# Xabi Solano
Xabier Solano Maiza (Hernani, 1978) es un músico y cantante español, originario del País Vasco.

## Biografía
Comenzó en la música tocando la trikitixa en el grupo de rock Etzakit, fundado por él y Jon Mari Beasain en 1994. Con Etzakit publicó dos álbumes: Etzakit (1998) y Goiz edo noiz (1999).
En 2003 entró a formar parte de la Fermin Muguruza Kontrabanda, sustituyendo a su hermana Kristina Solano. Durante la gira correspondiente al Komunikazioa Tour, Fermin le convenció para formar un grupo en el que se mezclase el rock con la trikitixa.
Xabi fundó entonces The Solanos junto a Oskar Benas y Sergio Ordóñez, con los que ha publicado un álbum: The Solanos. En The Solanos ejerce de compositor, cantante y trikitilari.
Después volvió a encontrarse con Muguruza para grabar Euskal Herria Jamaika Clash y participar en la gira de presentación del álbum.
En 2007, mientras giraba con Fermin Muguruza, Xabi comenzó a darle vueltas a un nuevo proyecto que terminó llamando, por recomendación de Fermin, Esne Beltza («Leche negra»), con el que empezó a girar en diciembre de ese año por el País Vasco y Cataluña. Participaron con el tema «Hipokrisia Naiz Dub» en el recopilatorio Irun Lion Zion in dub (Talka, 2007).

## Vida privada
Estuvo casado con la presentadora de televisión Nerea Alias.

## Discografía

### Con Etzakit
- Etzakit (Elkar, 1998)
- Goiz edo noiz (Elkar, 1999)

Con 4Itzal
"Denek dakite" (Ohiuka) 
"Sartu" (Gor)

### Con The Solanos
- The Solanos (Metak, 2005)

### Con Fermin Muguruza
- Sala Apolo, Barcelona 21/01/04 (Metak-Kontrakalea, 2004)
- Euskal Herria Jamaika Clash (Talka, 2006)

### Con Esne Beltza
- Made in Euskal Herria (Gaztelupeko Hotsak, 2008)
- Noa (Baga Biga Produkzioak, 2010)
- 3 Kolpetan (Baga Biga Produkzioak, 2011)
- Gora! (5GORA, 2013)
- Esna (5GORA, 2015-2016)